# کمک (فیلم ۲۰۱۰)
کمک (به انگلیسی: Help) فیلمی هندی محصول سال ۲۰۱۰ و به کارگردانی راجیو ویرانی است. در این فیلم بازیگرانی همچون بابی دئول، موگدا گودسه، سوفیا هاندا، شریاس تالپاده ایفای نقش کرده‌اند.